# Olympia-Einkaufszentrum

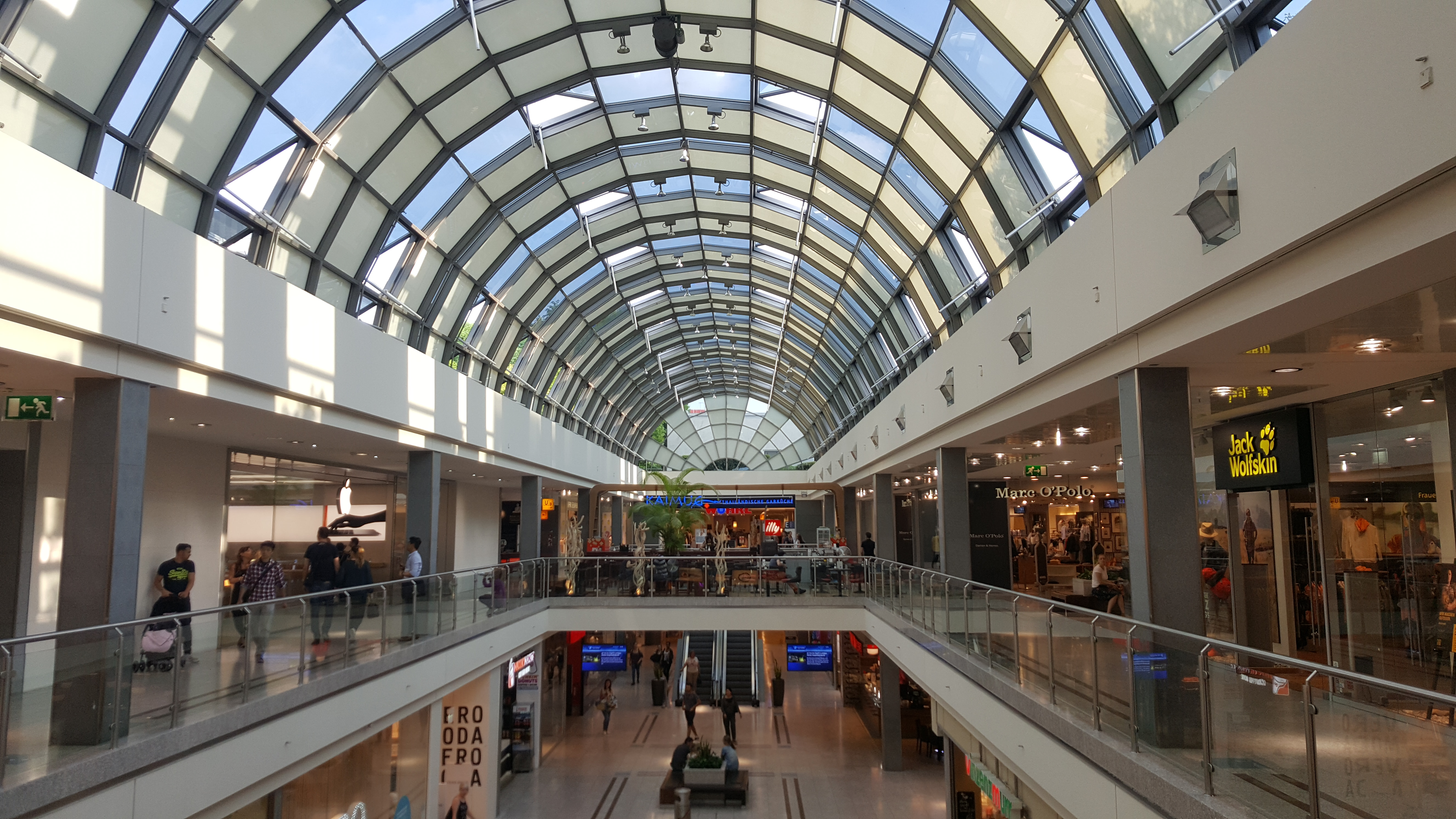
A bevásárlóközpont belseje

Az Olympia-Einkaufszentrum egy bevásárlóközpont Németországban, Münchenben. Az épület az 1972. évi nyári olimpiai játékok helyszínének közelében épült, melyről a nevét is kapta. Az 56 000 m² területű központ kezelője az ECE Projektmanagement. Németország első nagy bevásárlóközpontja volt és jelenleg is Bajorország legnagyobb ilyen létesítménye. Naponta több mint 33 ezer látogatója van.

## Megközelíthetősége
A bevásárlóközpont közelében található az Olympia-Einkaufszentrum metrómegálló, melyet a Müncheni metró U1-es és U3-as vonalai is érint. A városi autóbuszjáratok közül az 50-es, 60-as, 143-as, 163-as és a 175-ös érinti. Mellette 2400 férőhelyes autóparkoló isigénybe vehető.

## Ámokfutás
2016. július 22-én (pénteken) egy ámokfutó lövöldözni kezdett az Olympia-Einkaufszentrumban. A lövöldözésnek tíz halálos áldozata volt, beleértve a támadót is, aki öngyilkos lett. A lövöldözés halálos áldozatai között egy 2001-ben született magyar állampolgárságú személy is volt.